# Hubie Brooks
Hubert Brooks (Los Ángeles, California, 24 de septiembre de 1956), más conocido como Hubie Brooks, es un exjugador profesional estadounidense de béisbol que se desempeñó en la posición de jardinero derecho en las Grandes Ligas de Béisbol (MLB). Logró obtener dos Bates de Plata.

## Carrera
Brooks jugó como profesional cinco temporadas en New York Mets (1980-1984), después pasó por varios equipos, Montreal Expos (1985-1989), Los Angeles Dodgers (1990), New York Mets (1991), California Angels (1992), y finalmente, se unió a Kansas City Royals, donde jugó dos temporadas (1993-1994), y fue el equipo en el que se retiró.

## Premios
Fue galardonado con el Bate de Plata en dos oportunidades (1985 y 1986).